# Axe Riverboy
Pour les articles homonymes, voir Xavier Boyer et Boyer.
Xavier Boyer (né le 7 juillet 1974) est un musicien français membre du groupe Tahiti 80. 

## Discographie
- Tahiti 80
  - Puzzle (1999-2000-2001)
  - Wallpaper For The Soul (2002)
  - Fosbury (2005)
  - Activity Center (2008)
  - The Past, The Present and The Possible (2010)
  - Ballroom (2014)

- Axe Riverboy 
  - Tutu to Tango (2007)

- Xavier Boyer
  - Some / Any / New (2017)
  - Soda Coda - EP (2023)